# خانه‌های بریم شماره ۲۲۲
خانه‌های بریم شماره ۲۲۲ مربوط به دوره پهلوی دوم است و در شهر آبادان، بخش مرکزی، منطقه مسکونی بریم، پلاک ۲۲۲ واقع شده و این اثر در تاریخ ۶ اسفند ۱۳۸۵ با شمارهٔ ثبت ۱۷۴۰۷ به‌عنوان یکی از آثار ملی ایران به ثبت رسیده است.